# The Walking Dead (videojoc)
The Walking Dead (també conegut en versió original com The Walking Dead: The Game, The Walking Dead: A Telltale's Game Series o The Walking Dead: Season One) és un videojoc d'aventura gràfica publicat l'any 2012 i creat per Telltale Games. Després de la sèrie de televisió creada per l'AMC, és la segona adaptació basada en el famós còmic homònim de Robert Kirkman, al mateix temps que és també un spin off. El guió del joc ha estat escrit entre Sean Vanamann, Gary Whitta i Mark Darin.
Actualment, el joc compta amb múltiples versions per diferents plataformes, entre les quals es troben PlayStation 3, Xbox 360, Windows, iOS, OS X, PlayStation Vita, Kindle Fire HDX i sistemes d'Android, on s'inclou també la consola Ouya. El joc es pot comprar digitalment, tot i que una versió física en disc òptic va ser llançada al desembre de 2012 als Estats Units i al maig de 2013 a Europa. A més, s'ha confirmat que es troba en camí una versió per PlayStation 4 i Xbox One.
Com altres videojocs de Telltale Games, The Walking Dead manté una estructura centrada en la narrativa del joc, i ha estat publicat en un format episòdic molt similar a la de les sèries de televisió. Actualment, compta amb una temporada completa de cinc episodis, els quals van ser llançats entre abril i novembre de 2012. Un episodi especial anomant 400 days va ser llançat al juliol de 2013 a mode d'enllaç entre la primera i la segona temporada, la qual s'està publicant des del desembre de 2013 i que fins al dia d'avui compta amb tres episodis.

## Personatges
The Walking Dead és un videojoc que destaca per la gran quantitat de personatges que van apareixent en el transcurs de la història, ja que a cada episodi sempre se’n van introduint de nous.
El protagonista principal i el personatge que controla el jugador és en Lee Everett (veu de Dave Fennoy), un professor de literatura de la Universitat de Geòrgia, nadiu de Macon, que, en el moment d'esclatar l'apocalipsi zombi, estava sent traslladat a la presó després d'assassinar el senador amb el qual la seva dona li era infidel. La seva personalitat s'anirà definint a mesura que el jugador vagi prenent decisions, però, tot i així, sempre mirarà de fer el que és millor per la Clementine (veu de Melissa Hutchinson), una nena a la qual servirà de figura paterna després que s'hagi quedat sola enmig de tot el desastre. Ben aviat coneixeran en Kenny (veu de Gavin Hammon), un pescador oriünd de Florida que prioritza el benestar de la seva família per sobre de tot, la seva dona Katjaa (veu de Cissy Jones), una afable veterinària, i el seu fill Duck (veu de Max Kaufman). Tots cinc s'uniran al grup de supervivents que lidera la Lilly (veu de Nikki Rapp), una treballadora de la Base de la Força Aèria Robins amb ínfules de líder. En aquest grup s'hi troben en Larry (veu de Terry McGovern), el rondinaire i agressiu pare exmilitar de la Lilly, coneixedor del passat tèrbol d'en Lee; en Glenn (veu de Nick Herman), un repartidor de pizzes prou espavilat; la Carley (veu de Nicole Virgil), una reportera hàbil amb les armes de foc i l'única que juntament amb en Larry coneix els antecedents d'en Lee; i en Doug (veu de Sam Joan), un tècnic en sistemes informàtics un pèl estrany però amb recursos. Posteriorment, se’ls hi uniran al segon episodi en Ben (veu de Trevor Hoffman), un estudiant d'institut poruc i insegur, i en Mark (veu de Mark Middleton), un militar de les Forces Aèries dels Estats Units. El tercer episodi presentarà en Chuck (veu de Robert Jackson), un rodamón amb gran capacitat per mantenir el cap fred, i la parella formada per la Christa (veu de Mara Junot) i l'Omid (veu d'Owen Thomas), els quals, fins l'arriba d'en Lee i els seus, sempre havien procurat no unir-se a cap grup. Tanmateix, el quart episodi introdueix la Molly (veu d'Erin Ashe), una saquejadora increïblement àgil, i en Vernon (veu de Butch Engle), un vell metge que lidera un grup de supervivents renegats, enterament format per malalts de càncer. L'últim personatge important a destacar seria la misteriosa veu (veu d'Anthony Lam) que es comunica amb el grup mitjançant el walkie-talkie de la Clementine.

## Sinopsi

### Episodi 1 - A new day[10](Un nou dia)
El joc comença just a l'inici de l'apocalipsi zombi, amb en Lee Everett emmanillat al seient de darrere d'un cotxe mentre el traslladen a la presó per assassinat. Durant el trajecte, el cotxe, després d'atropellar un zombi (o caminant, com se’ls fa conèixer a la història), pateix un accident que permet a en Lee escapar, tot i que el policia que el conduïa acaba mort i en Lee amb una ferida important a la cama. En la seva fugida coneixerà la Clementine, una nena que s'ha quedat sola a casa mentre els seus pares eren de vacances, i amb els quals espera comunicar-se mitjançant un walkie-talkie que aparentment no funciona. En Lee promet cuidar de la Clementine i portar-la fins a la ciutat de Savannah, on se suposa que han de ser els seus pares, amb la incertesa de si romanen vius o s'han convertit en caminants. Durant el camí, seran acollits a la granja d'en Hershell Greene, un vell i perspicaç granger, i en Shawn, el seu fill. Allà coneixeran també en Kenny, la seva dona Katjaa i el seu fill petit Duck, que també volen arribar fins a Savannah per tal d'aconseguir un vaixell i sortir del país. Tots tenen la intenció de romandre a la granja uns dies fins a encaminar-se cap a Savannah, però després d'un atac zombi que posa fi a la vida d'en Shawn, en Hershell entra en còlera i els expulsa a tots de la granja. En vista de la situació, en Lee i la Clementine prenen la decisió d'unir-se a en Kenny i la seva família i anar cap a Macon. Ben aviat veuran que la ciutat està infestada de caminants, però acabaran trobant refugi a la farmàcia de la família d'en Lee, ocupada ara per un grup de supervivents format per la Lilly, en Larry, en Doug, la Carley i en Glenn. En un moment donat, i davant la tensió del moment, en Larry patirà un atac de cor, de manera que el grup centrarà els seus esforços a accedir a la rebotiga de la farmàcia per aconseguir les medecines. En Lee, capficat en que ningú descobreixi res del seu passat, mantindrà amagat que la farmàcia pertanyi a la seva família, però acabarà trobant el seu germà convertit en zombi, li agafarà les claus de la butxaca i obrirà la rebotiga perquè puguin agafar les medecines. Durant el procés, però, acabaran cridant excessivament l'atenció dels zombis, que acabaran envaint la farmàcia i obligarà el grup a fugir a correcuita. Finalment, trobaran el seu nou refugi en un petit motel als afores de Macon.

### Episodi 2 - Starved for help[11](Afamats d'ajuda)
Tres mesos després dels esdeveniments del primer episodi, el grup es veurà immers en una situació límit, amb els pocs recursos que els queden a punt d'esgotar-se. Per si no n'hi hagués prou, en aquest lapse de temps s'han assentat també diversos grups de bandits, els quals han acabat representat un perill tant o a vegades més gran que els caminants. En aquest context, se’ls unirà al grup en Ben, un estudiant d'institut que els farà saber que tots estan infectats pel virus zombi i que, perquè aquest actuï, no només cal una mossegada d'un caminant, sinó també morir sense danyar el cervell. En aquest precís moment entraran en escena els germans Andy i Danny St. John, propietaris d'una granja ben abastida i protegida en la qual els oferiran menjar i refugi a canvi de combustible. Tot i que al principi la granja semblarà un lloc idoni, en Lee acabarà descobrint que els St. John han aconseguit tirar endavant gràcies al canibalisme. Arran d'això, els St. John s'enduran en Duck i la Katja, mentre a en Lee, la Lilly, en Kenny, en Larry i la Clementine els tancaran a una cambra frigorífica de carn. La tensió del moment farà que en Larry pateixi un altre infart, i en Kenny, convençut que és mort i tot ignorant les súpliques de la Lilly, li esclafarà el cap amb una pedra. Finalment, aconsegueixen escapar de la càmera després que la Clementine es coli pel conducte de refrigeració i els obri des de fora, així com derrotar els St. John i abandonar la granja d'una vegada per totes. La casualitat els farà trobar enmig de la carretera un cotxe obert, ple de gom a gom de menjar i altres recursos. Tot i que són conscients que tot allò no és seu i que ben bé podria no estar abandonat, decideixen saquejar el cotxe i emportar-se tot el que hi ha.

### Episodi 3 - Long road ahead[12](Un llarg camí al davant)
Una setmana després de l'incident a la granja dels St. John, la Lilly, més esquerpa que mai, informa el grup que algú ha estat robant recursos per donar-los als bandits. En Lee, que no n'està segur i pensa que la Lilly s'està tornant paranoica, ho investiga i descobreix que el que diu és veritat, però abans que pugui esbrinar qui és el traïdor, un grup de bandits i una horda de zombis atacaran simultàniament el motel, tot forçant el grup a fugir en una autocaravana que en Kenny havia aconseguit reparar fa poc. Durant el trajecte, en Kenny i la Katjaa faran saber al grup que en Duck ha estat mossegat durant la invasió dels zombis al motel. Seguidament, atropellaran accidentalment un zombi que hi havia al mig de la carretera, el qual es quedarà encallat a l'eix de la caravana i els forçarà a aturar-se. Mentre en Kenny intenta treure el zombi de sota el vehicle, la Lilly comença a acusar en Ben (i la Carley, si el jugador decideix que sobrevisqui a l'episodi 1 en lloc d'en Doug) de ser ells qui robaven els recursos per entregar-los als bandits. La tensió del moment farà que la Lilly mati la Carley o en Doug (depenent de quin dels dos personatges hagués salvat el jugador a l'episodi 1), de manera que en Lee tindrà l'opció o bé d'abandonar la Lilly i castigar-la pel que ha fet o bé endur-se-la amb ells i decidir després què fer. En qualsevol d'ambdós casos, la Lilly robarà l'autocaravana i els abandonarà. Posteriorment, el grup es trobarà amb un tren abandonat, el qual aconseguiran fer funcionar amb la intenció d'arribar fins a Savannah. En aquest punt se’ls hi unirà en Chuck, un rodamón que vivia a un dels vagons del tren. Durant el trajecte, però, la Katjaa demanarà que aturin el tren, ja que en Duck cada cop està pitjor i sap que no es pot fer res per salvar-lo. La Katjaa se l'endurà a un lloc apartat per matar-lo i evitar així que esconverteixi en zombi, però en lloc d'això, desesperada, se suïcidarà, de manera que haurà de ser o bé en Kenny o bé en Lee qui mati en Duck. Un cop prosseguit el seu trajecte, en Ben, sentint-se culpable pel que li ha passat a la Katjaa i en Duck, li comunicarà en secret a en Lee que va ser ell qui entregava les provisions del grup als bandits, però en Lee insisteix que de moment és millor no fer-li-ho saber a en Kenny. Després de trobar-se amb un tràiler de gasolina que bloqueja les vies, el grup coneixerà la Christa i l'Omid, els quals els ajudaran a solucionar el problema. Un cop hagin salvaguardat la situació, una horda de zombis atacarà, de manera que es veuran obligats a posar en marxa el tren a correcuita. L'Omid, saltant al tren en marxa, es farà mal a una cama. Quan ja estiguin arribant a Savannah, el walkie-talkie de la Clementine començarà a emetre la veu d'un desconegut.

### Episodi 4 - Around every corner[13](Al voltant de cada cantonada)
Arribats ja a Savannah, el grup es atacat per una horda de zombis, tots ells atrets pel so de les campanes d'una església propera. Abans, però, els advertirà de nou la veu del walkie-talkie. En Ben, espantat davant la situació, abandonarà la Clementine a la seva sort, i en Chuck, intentant salvar-la, se separarà del grup. La Christa, molt amoïnada per la ferida de l'Omid, demandarà que s'aturin a descansar, fet que els portarà a establir-se dins una gran casa unifamiliar abandonada. Mentre la resta descansa, en Lee i en Kenny decideixen anar al port a buscar un vaixell per marxar, tal com havien acordat al principi, però descobriran que no en queda cap que puguin fer servir. En lloc d'això, descobriran una gran barricada feta a base de cadàvers i zombis empalats. En aquest punt, coneixeran la Molly, una saquejadora particularment àgil que els explicarà que darrere la barricada hi ha el territori de Crawford, una comunitat de supervivents fèrriament organitzada que no permet nens, ancians, malalts i altres individus susceptibles de ser inútils a les seves files. Immediatament després, els atacarà una altra horda de zombis. En la fugida, en Lee es veurà obligat a separar-se del grup i a amagar-se a les clavegueres, on trobarà el cadàver esquarterat d'en Chuck. Voltant per les clavegueres arribarà fins en Vernon, un vell metge que lidera un grup renegat de malalts de càncer que s'amaga al dipòsit de cadàvers subterrani d'un hospital. En Lee convencerà en Vernon perquè l'ajudi a sortir de les clavegueres i perquè examini la ferida de l'Omid a la casa. Un cop hi tornen, la Clementine els descobreix que la família de la casa guardava una llanxa a la caseta de fusta del jardí, però malauradament li falta la bateria i el combustible. Sabent que l'únic lloc on poden trobar el que necessiten és Crawford, decideixen infiltrar-s'hi per les clavegueres amb l'ajuda d'en Vernon, a canvi que aquest pugui agafar medecines pel seu grup i els antibiòtics necessaris per tractar la ferida de l'Omid. Descobriran, però, que fa temps que Crawford va ser envaïda pels caminants. Després d'aconseguir la bateria, el combustible i les medecines, es veuran perseguits per una horda de zombis. En un moment donat, en Ben, sentint-se culpable de tots els mals que ha patit el grup i després d'haver-li confessat a en Kenny que la mort de la Katjaa i en Duck és culpa seva, demanarà a en Lee que el deixi caure, just quan el té agafat per un braç penjant a l'interior d'un campanar. El jugador podrà escollir si salvar-lo o deixar-lo caure. Un cop tornen a la casa i en Vernon ha curat l'Omid, el vell metge li comunica a en Lee que no creu que sigui la figura paterna adequada per la Clementine, motiu pel qual li ofereix que la deixi amb ell un cop marxin de Savannah amb el vaixell. L'endemà al matí, en Lee descobrirà que la Clementine ha desaparegut. Només trobarà la seva gorra i el seu walkie-talkie tirats pels voltants de la casa. Al recollir el walkie-talkie, un zombi l'atacarà per sorpresa en Lee i l'aconseguirà mossegar. El jugador pot decidir si amagar la mossegada al grup o ensenyar-se-la. Després d'això, aniran a buscar la Clementine al dipòsit de cadàvers de l'hospital, convençuts que en Vernon se l'ha emportada, però es trobaran el lloc desert. De cop i volta, la veu del walkie-talkie que els parlava al tren tornarà a aparèixer, assegurant que és ell, i no en Vernon, qui té la Clementine.

### Episodi 5 - No time left[14](El temps s'esgota)
Mentre el nombre de zombis que envaeixen la ciutat continua incrementant-se, l'home del walkie-talkie li comunica en Lee que, si vol recuperar la Clementine, l'haurà d'anar a buscar ell mateix a l'hotel abandonat on la té retinguda. El grup, però, tornarà primer a la casa, on descobriran que en Vernon els ha robat la llanxa. Els seus esforços passaran a rescatar la Clementine, sortir de Savannah i trobar un nou lloc segur on poder-s'hi quedar. Immediatament després, es trobaran amb el problema que els zombis han aconseguit irrompre i envair a la casa, fet que els portarà a quedar-se acorralats a les golfes. Finalment, aconseguiren sortir-se’n derrocant una de les parets que comunica amb la casa del costat. Veient que la seva millor opció és moure’s per les teulades, saltaran a la terrassa de l'edifici del davant recolzant-se en el balcó. Tots ho aconseguiran a excepció d'en Ben (si és que hem escollit salvar-lo a l'episodi 4), ja que, al moment de saltar ell, el balcó fallarà, caurà i quedarà atrapat al carreró de sota, amb un dels ferros del balcó travessant-li diversos òrgans vitals. Conscient que ha quedat exposat als zombis, en Kenny baixarà a ajudar-lo, però la falta de temps i l'atenció dels zombis l'obligarà a sacrificar-se a ell mateix i a en Ben perquè en Lee, la Christa i l'Omid puguin continuar. Es mouran pels terrats fins a arribar a albirar l'hotel on és la Clementine, però per arribar-hi hauran de passar primer bordejant un enorme cartell a punt de caure. Serà en Lee qui passi primer, tot fent que el cartell caigui i impossibilitant que la Christa i l'Omid puguin passar. Conscient de la situació, en Lee els demanarà que surtin de la ciutat i que esperin que torni amb la Clementine. Seguidament, baixarà al carrer i, armat amb un ganivet de carnisser i un vidre trencat, començarà a passar enmig del carrer infestat de zombis fins a arribar a l'hotel. Un cop entri a l'habitació on ha de ser la Clementine, es trobarà amb l'home del walkie-talkie, qui li comunicarà que ell era el propietari del cotxe que el seu grup va saquejar al final del segon episodi, i que, per culpa d'això, la seva família va morir assassinada pels zombis. Argumentarà que no està segrestant la Clementine, sinó salvant-la d'en Lee, ja que, en vista de totes les decisions que ha hagut de prendre, no creu que ell sigui el més indicat per cuidar-la. Finalment, en Lee i Clementine aconseguiran matar l'home del walkie-talkie després d'una dura pugna. També en aquest moment descobriran una tècnica infal·lible per passar entre els zombis sense que cridar-los-hi l'atenció: si es recobreixen amb els budells d'un d'ells, els zombis captaran la seva olor, i no la d'una persona viva. Mentre passen enmig de l'horda, la Clementine veurà els seus pares convertits, i en Lee, cada cop més dèbil a causa de la mossegada, es desmaiarà. La Clementine se l'endurà a l'interior d'una joieria ben protegida de l'exterior, on només hi ha un zombi atrapat a l'oficina de seguretat. Conscient que no se’n sortirà, en Lee demana a la Clementine que l'emmanilli a un radiador proper per evitar que es pugui moure abans que es converteixi en zombi. Després d'ajudar-la a matar el zombi atrapat, en Lee aprofitarà els seus últims moments per dir-li adéu a la Clementine, al mateix temps que, depenent de la decisió del jugador, podrà demanar-li o bé que marxi i no el vegi convertir-se o bé que el mati per evitar-ho. En qualsevol cas, en Lee morirà, i després dels crèdits, es veurà com la Clementine va tota sola per un gran prat fins que albira dues siluetes en la llunyania, suposadament les de la Christa i l'Omid.

### Episodi especial - 400 days (400 dies)
400 days és un spin off publicat en forma de contingut descarregable i expansió del joc original, llançat el juliol de 2013 i que serveix de pont entre els esdeveniments de la primera temporada i la segona. La història presenta cinc personatges principals nous, cadascun en el seu propi context, i se situa en els primers 400 dies de l'apocalipsi zombi. Aquestes històries no presenten una narrativa conjunta i lineal, sinó que el jugador pot escollir quina completarà abans en l'ordre que vulgui.
Els personatges i les seves respectives històries són els següents: 
- En Vince, un presidiari que es veu obligat a sacrificar a un company de la presó i salvar-ne un altre per escapar-se del bus on estan atrapats.
- En Wyatt, un civil que està fugint en cotxe d'un perseguidor, desconegut pel jugador, amb el seu amic Eddie. Al final, pot passar que en Wyatt marxi sense l'Eddie o que l'Eddie se'n vagi sense en Wyatt.
- En Russell, un noi jove que, en el seu viatge per esbrinar si la seva àvia encara és viva, serà recollit per en Nate, un camioner que el troba al mig de la carretera. Amb ell, arribarà a una benzinera ocupada per una parella de gent gran, la qual intentarà defensar-se a trets creient que en Russell i en Nate són una amenaça.
- La Bonnie, una antiga drogodependent recollida i rehabilitada per en Leland i en Dee, un veterà matrimoni. En Leland començarà a mostrar un interés romàntic en la Bonnie, un fet empipa la Dee. Després de robar algunes provisions d'un campament proper, els tres seran perseguits a través d'un camp de blat, on, a causa de la poca visibilitat, la Bonnie matarà accidentalment la Dee.
- La Shel, qui, juntament amb la seva germana petita Becca, formen d'un grup ben assentat, el qual s'ha instal·lat a la benzinera on s'havia desenvolupat la història d'en Russel. Tanmateix, en aquest mateix grup s'hi troben alguns dels membres del grup que liderava en Vernon a la història principal.

Un cop completades les cinc històries, es donarà lloc a un epíleg on els cinc personatges hauran format un grup. Vindrà a buscar-los la Tavia, un membre d'un grup humà molt més gran que buscarà convèncer-los que se'ls uneixin. Depenent de les decisions preses amb cada personatge, alguns acompanyaran la Tavia i altres no.

## Mecàniques de joc
The Walking Dead és un videojoc del gènere de l'aventura gràfica o aventura interactiva de tipus point and click (literalment, apuntar i clicar), el qual es juga generalment des d'una perspectiva en tercera persona. El jugador controla en Lee Everett, protagonista de la història, i la mecànica de base consisteix en l'exploració dels escenaris, l'ús d'ítems per resoldre determinades situacions i la interacció amb els diversos elements i personatges de l'entorn.
Tanmateix, aquesta interacció és un dels elements clau en el desenvolupament del joc, i pren especial importància el sistema de conversacions i de decisions. El joc s'adapta a les eleccions realitzades pel jugador durant el mateix, el que es tradueix en què, de tant en tant, els personatges secundaris demanaran a en Lee que esculli un bàndol, que prengui part en les discussions o que realitzi accions complicades, de manera que el jugador sempre haurà de respondre d'una manera o altra a aquestes situacions al mateix temps que va definint la personalitat d'en Lee. Tot i així, mentre altres videojocs amb un sistema similar fonamenten les situacions de conflicte en una escala d'accions bones, dolentes o neutrals, a The Walking Dead les respostes resulten prou ambigües perquè costi de veure quins efectes o quines conseqüències tindran en l'entorn d'en Lee i en la seva relació amb aquest mateix. El jugador no es limita a comunicar-se amb la resta de personatges només per obtenir alguna cosa a canvi, sinó que a més es veu obligat amb forjar-hi una relació que determinarà els esdeveniments posteriors de la història: moltes vegades, es veurà obligat a escollir entre dues o més opcions antagòniques, cadascuna de les quals farà que la història vagi en un sentit o altre. El jugador, a més, haurà d'escollir quina resposta donar o quina decisió prendre en un temps límit, el qual variarà segons la tensió o la transcendència de la situació plantejada.
Així mateix, el jugador haurà de completar de tant en tant sèries de quick time events'.  

## Recepció i crítica
En general, The Walking Dead va rebre crítiques altament positives tant per part del públic com de la premsa especialitzada en videojocs, i ben aviat es va convertir en un dels títols més aclamats de l'any 2012. Tanmateix, ha estat especialment aplaudit en qüestions narratives i de desenvolupament de personatges: Greg Miller, d'IGN, va esmentar a la seva crítica final del joc que "The Walking Dead: The Game és una experiència difícil, però inoblidable", i va destacar-ne especialment la capacitat perquè, mitjançant la mecànica de decisions, el jugador es creï una experiència pròpia i diferent a partir d'una mateixa història; d'altra banda, Evan Lahti, de PC Gamer, va ressaltar també les virtuts narratives per sobre de les mecàniques, argumentant que la seva senzillesa i la seva modesta dificultat eren "genuïnament compensades per una gran història de supervivència".
Aquesta recepció es va traduir també en diversos premis i reconeixements: molts mitjans de comunicació, tals com Official Xbox Magazine, USA Today, Wired, Complex Gaming o GamesRadar, van considerar-lo el millor videojoc del 2012. A finals del mateix any, The Walking Dead es feia amb cinc guardons als Spike Video Game Awards, entre els quals s'inclou el Game Of The Year (Videojoc de l'Any), el Millor Videojoc Adaptat i el Millor Videojoc per Descarregar. Telltale va rebre també el premi al millor estudi, mentre que Dave Fennoy i Melissa Hutchins es van fer amb els guardons a la millor interpretació masculina i millor interpretació femenina, respectivament, pels seus rols de Lee Everett i Clementine. Uns mesos abans, al juny, GameSpy premiava el segon episodi, Starved for help, amb el guardó al Millor Videojoc d'Aventura mostrat a l'Electronic Entertainment Expo.
Els usuaris de Metacritic també van deixar el joc en molt bona posició, amb una mitjana de vot del 8,7 en la versió de PlayStation 3, 8,5 en la d'Xbox 360 i 8,6 en la de PC. També a la mateixa Metacritic la mitjana de la premsa especialitzada arribava fins al 94/100 en PlayStation 3, 92/100 en Xbox 360 i 89/100 en PC.
Així mateix, l'èxit també va acompanyar el joc a nivell comcercial: A new day, el primer episodi de la saga, va ser número 1 en vendes durant dues setmanes seguides a les llistes d'Xbox Live. També va aconseguir-ho a les llistes de PlayStation Store i Steam, tot i que només va durar una setmana. Aquest èxit es va traduir en la venda d'un milió de còpies digitals del primer episodi als primers 20 de publicació, tot convertint The Walking Dead en el videojoc més ràpidament venut de la història de Telltale Games. El gener de 2013, amb tots els episodis publicats, ja s'havien venut al voltant dels 8,5 milions d'episodis i Telltale havia ingressat més de 40 milions de dòlars, mentre que a l'octubre del mateix any ja se n'havien col·locat prop dels 21 milions.

## Segona temporada
L'èxit de The Walking Dead: Season One va propiciar que Telltale Games es posés en marxa amb una seqüela, per la qual es va confirmar que la Clementine, a més de tornar-hi a aparèixer, seria la protagonista principal. El primer episodi de The Walking Dead: Season Two, titulat All that remains (Tot el que queda), va ser llançat al desembre de 2013 per PlayStation 3, Xbox 360 i ordinador personal. El segon episodi, A house divided (Una casa dividida), es va publicar al febrer de 2014, i el tercer, In harm's way (En perill), al maig del mateix any.